# Yūsuke Nakamura
Yūsuke Nakamura (japanisch 中村 友亮 Nakamura Yūsuke; * 6. Oktober 1986 in der Präfektur Shizuoka) ist ein ehemaliger japanischer Fußballspieler.

## Karriere
Nakamura erlernte das Fußballspielen in der Schulmannschaft der Shizuoka Gakuen High School. Seinen ersten Vertrag unterschrieb er 2005 bei Vissel Kobe. Der Verein spielte in der höchsten Liga des Landes, der J1 League. Am Ende der Saison 2005 stieg der Verein in die J2 League ab. Am Ende der Saison 2006 stieg der Verein in die J1 League auf. 2008 wechselte er zum Drittligisten FC Ryukyu. Ende 2010 beendete er seine Karriere als Fußballspieler.